# 沈国
沈国，是西周至春秋时代位于江汉流域的诸侯国，聃国是周文王最小的儿子季载（武王最小的同母弟）的封国。季载贵为西周成王朝三公之一的司空。聃国是侯国，位阶仅在公爵之下，其封域在今安徽、河南一带，北至黄河、东至杞县（杞国）、西至荥阳（东虢）、南至淮阳（陈国）。平王东迁后，季载后裔随平王东迁，沈国之地被另封于上蔡、平舆、沈丘一带。
春秋时代，沈国多依附强大的邻国楚国。因为沈国向楚国顺服，前624年正月，鲁国叔孙得臣会合晋国、宋国、陈国、卫国、郑国诸侯的军队攻打沈国。沈国百姓溃散。凡是百姓逃避他们上级叫做“溃”，上级逃走叫做“逃”。前506年，吳楚柏舉之戰前，沈国不参加在召陵的会见，晋国支持蔡国进攻沈国。前506年夏，沈国被蔡国的所灭。
汾水流域另有一远在周朝建立前就存在的古沈国，其地春秋时代位于晋国境内，见于《春秋左氏传·昭公元年》的记载。

## 建国
宋朝欧阳修《新唐书·宰相世系表》认为，沈国的始祖是周文王之子季载。
西周初期的青铜器“沈子它簋”，收录于《殷周金文集成》（编号04330），其铭文较难释读，但铭文中有“周公”两字获得公认。许倬云和温廷敬等学者认为，该铭文可证明沈国为西周初年的周公旦的后裔，而非聃叔季。陈梦家对此有不同意见，认为它簋根本不是沈国的青铜器；李学勤也不认为“沈”为该簋所述的国名。

## 君主
- 沈子揖初，前583年，晋军侵袭沈国，俘虏了沈子揖初。
- 沈子逞，前519年七月，吴国在鸡父之战大败楚国的属国顿国、胡国、沈国、蔡国、陈国、许国六国联军。在战前，吴公子光评价胡国国君胡子髡、沈国国君沈子逞幼而狂，胡子髡和沈子逞被吴军俘虏。
- 沈子嘉 ？－前506年，蔡灭沈，俘虏沈子嘉